# Provincia autónoma de Trento
La provincia autónoma de Trento (en italiano: Provincia autonoma di Trento; en alemán: Autonome Provinz Trient) es una provincia autónoma de la región del Trentino-Alto Adigio, en Italia. Su capital y ciudad más poblada es la ciudad de Trento. Forma parte, junto con la provincia de Bolzano, de la región Trentino-Alto Adigio. Pero debido a los acuerdos entre los gobiernos de Italia y Austria, sobre todo por el tema lingüístico, la región se descentralizó prácticamente en su totalidad en favor de las provincias, por lo que las provincias pueden ser homologables al resto de las regiones de Italia y no a las provincias.
Esta provincia destaca por ser una de las más ricas de Italia debido a su estratégica posición y comunicación entre Europa central y la península itálica. Otro motivo de su prosperidad se debe a su fama por el turismo de nieve y el de montaña o rural. Asimismo, tiene productos de primer nivel en los que destacan los lácteos, agroalimentarios y vinos.
Tiene un área de 6212 km² y una población total de 542 739 habitantes (2020). La provincia consta de 166 (fuente: ISTAT, véase este enlace) comuni (municipios).

## Etimología
La palabra Trento proviene de Tridentum, que era el nombre que se le dio por parte de los romanos a un campamento que sería el embrión de la actual ciudad. El origen del nombre es derivado del de "tridente", tres dientes. Los historiadores no se han puesto de acuerdo en cuáles sean estos "dientes": pueden ser o los montes que rodean la ciudad (Doss Trento o Verouca, Santa Aghata y San Roque) o los tres ríos que la atraviesan (tres brazos del río Adigio). Los cenomanos - romanos de esta región fueron conocidos como tridentinus, haciendo conocida a este sitio como Tridentum. La tradición latina, que es la más recordada, indica que viene de la inscripción Montes argentum mihi dant nomenque Tridentum (los montes me dan la plata y el nombre de tridentum), hecha por Fray Bartolomeo da Trento († 1251) y que se encuentra en el centro histórico de la ciudad.

## Geografía física

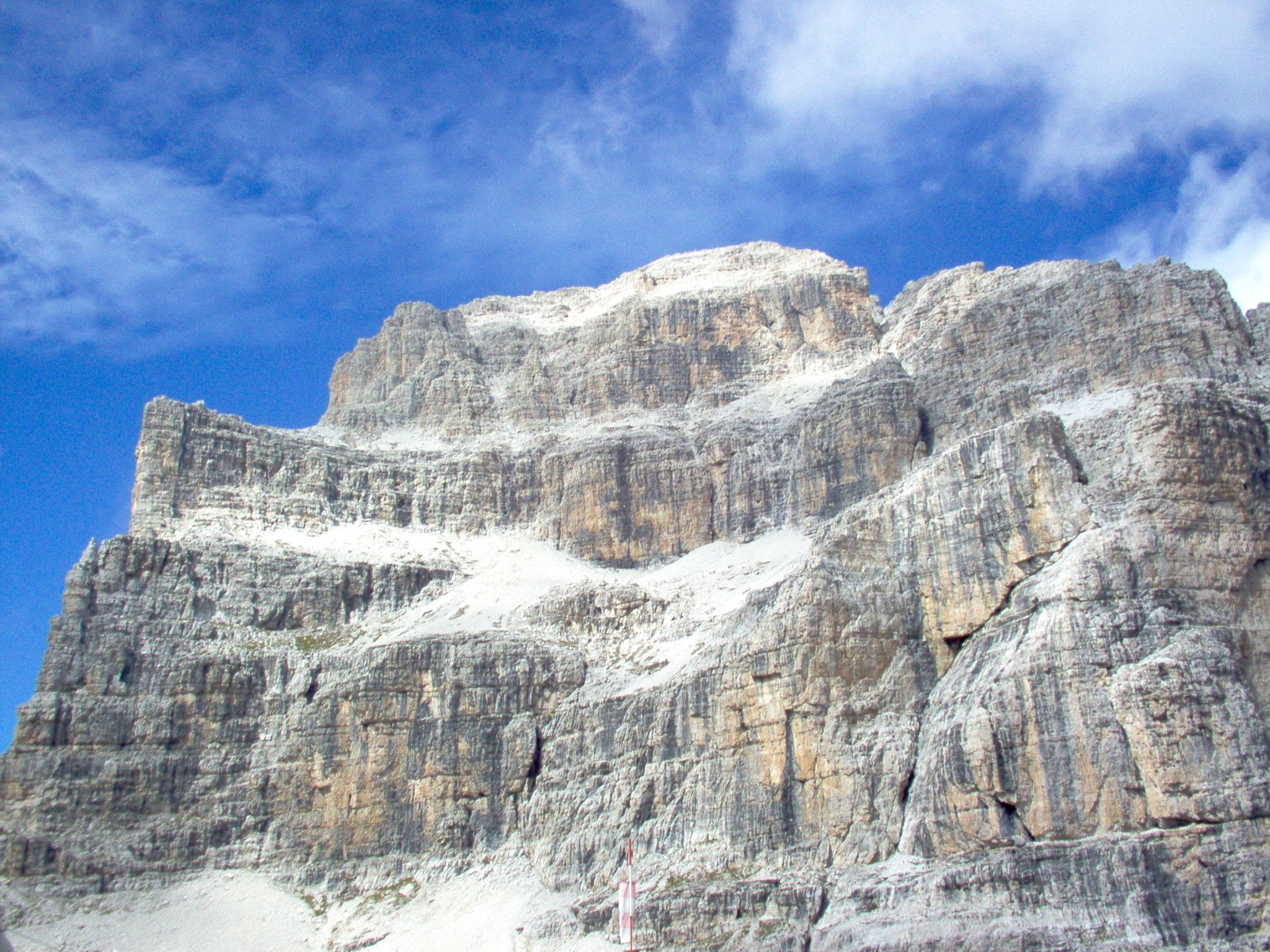
Cima Brenta Alta, Macizo de Brenta

La provincia se encuentra en la extremidad septentrional de Italia, desde el lago de Garda a la vertiente alpina. Al norte limita con la provincia de Bolzano, al oeste con la provincia de Sondrio y la provincia de Brescia, al sur con la provincia de Verona y al este con la provincia de Vicenza y la provincia de Belluno.
El territorio es enteramente montañoso, caracterizado por los Dolomitas y los Alpes meridionales. El paisaje alpino se encuentra dominado por montañas impactantes por la belleza de su empinada verticalidad. Es una región de interés natural excepcional, poblada de bellísimos macizos montañosos como el macizo de Brenta y sobre todo la extraordinaria cordillera de las Dolomitas. El río más importante es el Adigio, que le da nombre a toda la región y que la atraviesa la provincia con rumbo norte-sur.

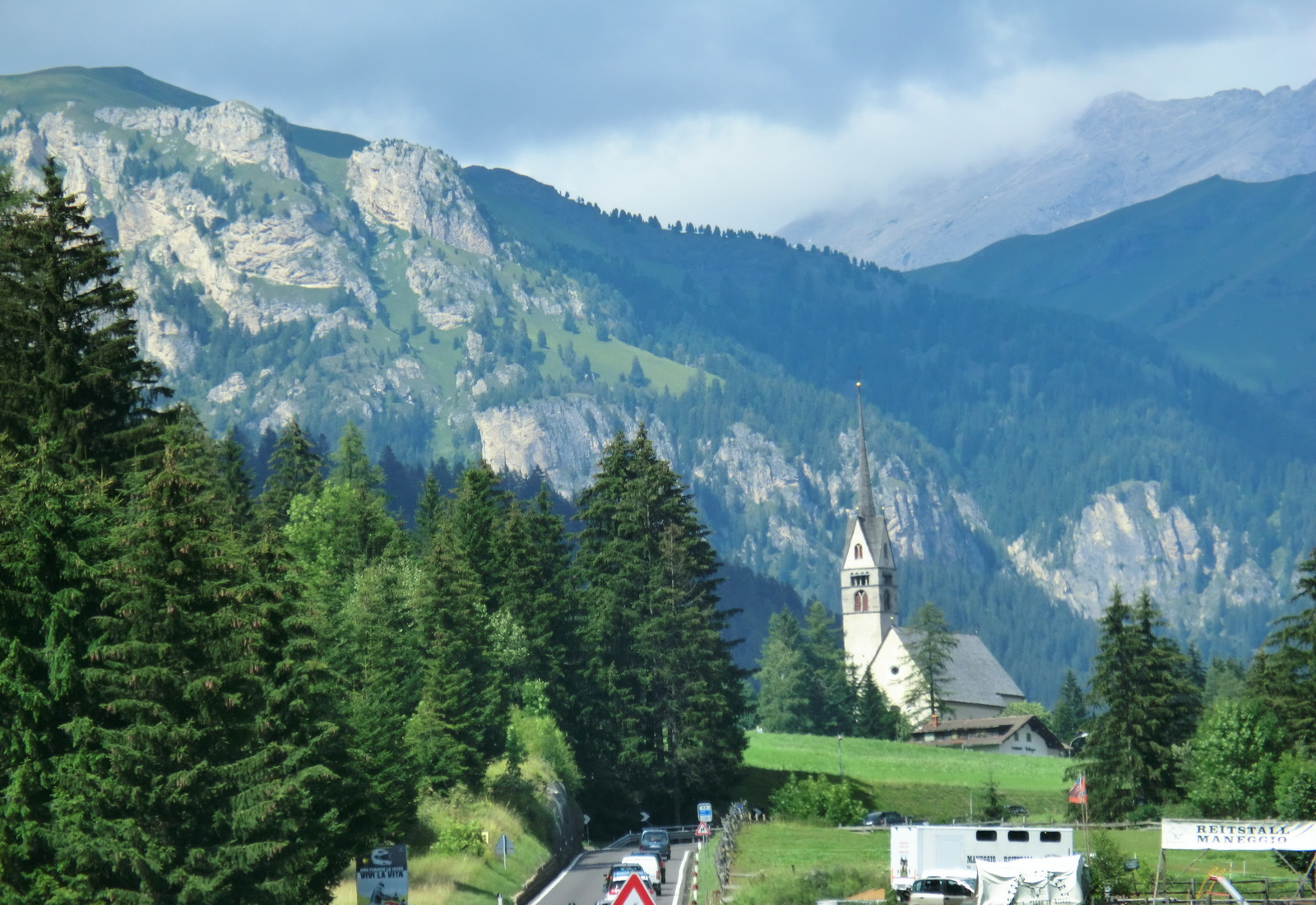
Vigo di Fassa, con las Dolomitas al fondo que fueron declarados como Patrimonio de la Humanidad por la UNESCO en 2009.

La provincia tiene una superficie de 6212 km², la mayor parte de ella tierra montañosa (20 % queda por encima de 2000 m s. n. m. y un 70 % de más de 1000 m s. n. m.) y está cubierta por vastos bosques (50 % del territorio). El clima varía por toda la provincia, desde el clima alpino al subcontinental, con veranos templados y variables e inviernos fríos y bastante nevados. La región siempre ha sido un destino preferido de los turistas, tanto en invierno para esquiar como en las altas montañas y en el verano para visitar los anchos valles y muchos lagos.

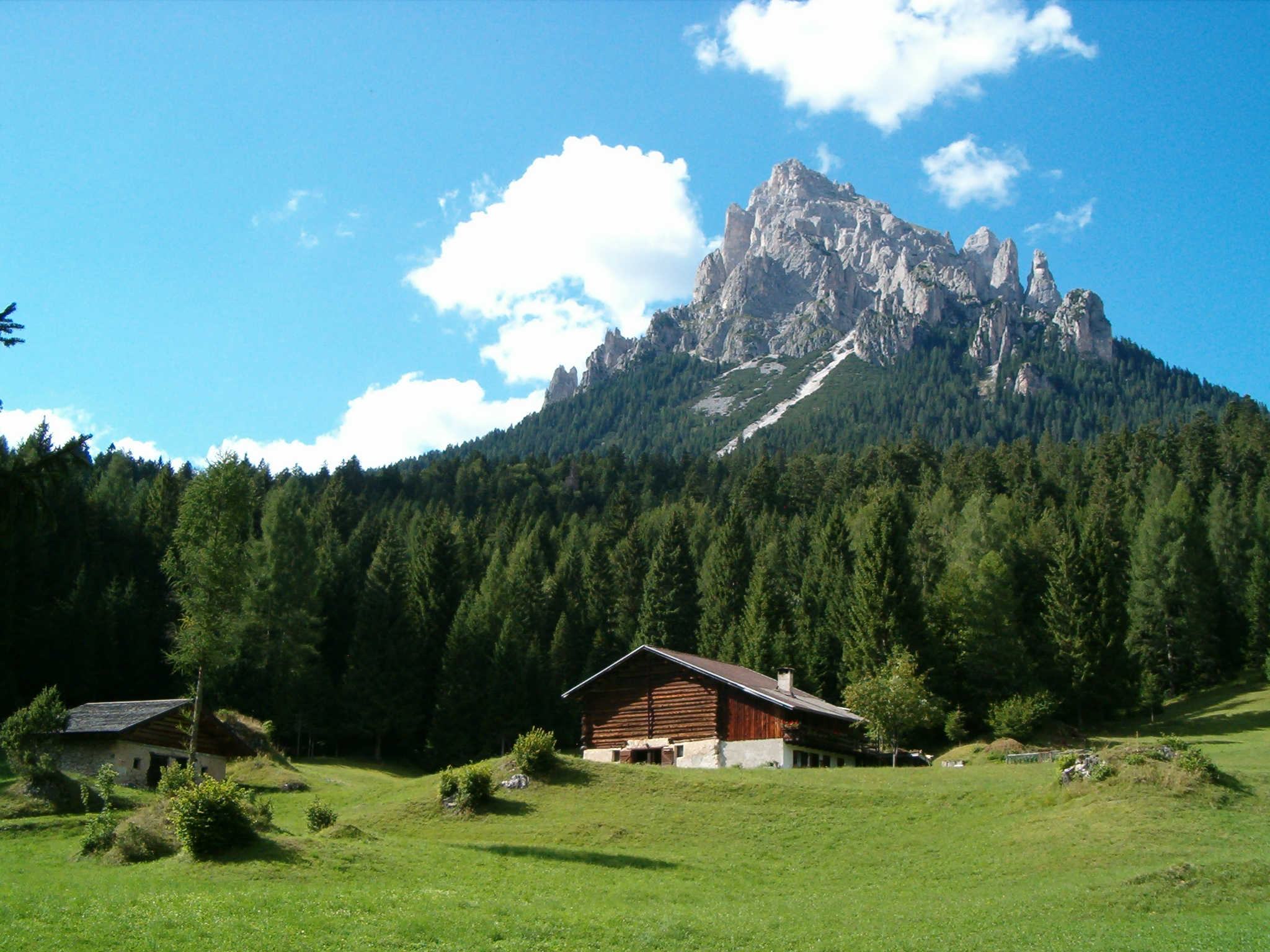
Parque natural Paneveggio - Grupo Pala.

Trento es rico en cursos de agua. El río más importante es el Adigio, que da su nombre a la región, y sus afluentes Passirio, Isarco con su tributario Rienza, Avisio y Noce, el Brenta, el Sarca y el Chiese. También le pertenece la parte septentrional del lago de Garda, el mayor lago italiano. En Trentino se extiende la punta septentrional del lago de Garda que se encuentra un poco en Trentino, en Véneto y Lombardía; numerosos son otros lagos alpinos, a menudo de pequeñas dimensiones. Entre los más notables: lago de Ledro, lago de Levico, Lago Idro, lago de Molveno y lago de Tovel. Gran parte de tales cuencas se encuentran en cuotas superiores a los 2000 metros.

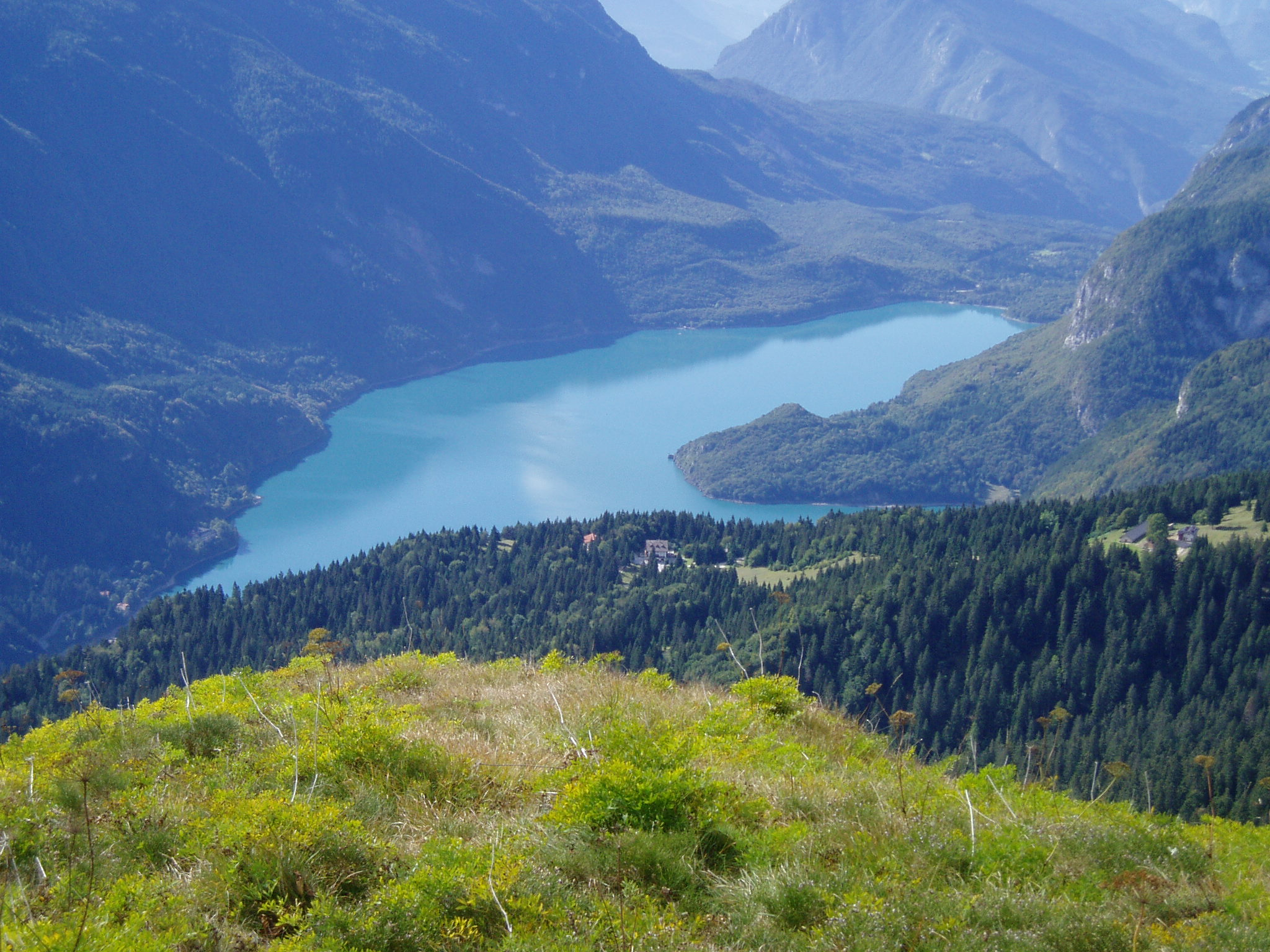
El lago de Molveno.

El clima del Trentino puede ser definido de transición entre el clima semicontinental y el alpino. Las temperaturas de enero son comprendidos entre los -5 C° a los -10° mientras que en verano están en 20°-25° incluso más. Presentando la gran parte del territorio una altura media bastante elevada (alrededor del 77% está por encima de los 1000 m s. n. m., poco menos del 20% sobre los 2000 m s. n. m.), eso no presenta aquellas características de rigidez propias de otras áreas alpinas. El clima puede subdividirse en cuatro grandes áreas:
- área submediterránea - en la zona del Alto Garda y del bajo Valle del Sarca. Es la parte relativamente más auve de la región, con inviernos raramente fríos, aunque no como el resto del fondo de valle, y veranos cálidos pero moderados por la brisa del Garda. La vegetación está compuesta esencialmente por mezcla submediterránea y continentales con particular presencia de olivos, encinas y cipreses;
- área subcontinental - clima e transición que caracteriza el fondo del valle, con inviernos bastante rígidos y considerablemente nevados. La vegetación está constituida sobre todo por castaños, hayas y abetos; también en esta vertiente no faltan en ningún caso esencias submediterráneas, sobre todo en las áreas protegidas. En esta zona se practica ampliamente el cultivo de la miel. En el Alto Adigio las zonas de producciones principales son la Val Venosta y la zona de Merano hasta Salorno a lo largo del Adigio. La Val Venosta, que se extiende desde las cimas más altas del macizo de Ortles para después ir bajando desde el paso de Resia hasta Merano, es un maravilloso oasis natural, donde prospera la fruticultura más rica y evolucionada. La escasa pluviosidad (menos de 500 mm de precipitaciones anuales), la presencia constante del sol más de 300 días al año.
- área continental -  en los valles alpinos (como los valles de Fassa o de Sole o de Primiero) con inviernos severos y veranos breves y bastante lluviosos y con vegetación compuesta sobre todo de coníferas;
- área alpina - en las partes superiores al límite de la vegetación arbórea (1800/900 m s. n. m.), con nieves que permanecen a lo largo del año.

### Datos específicos

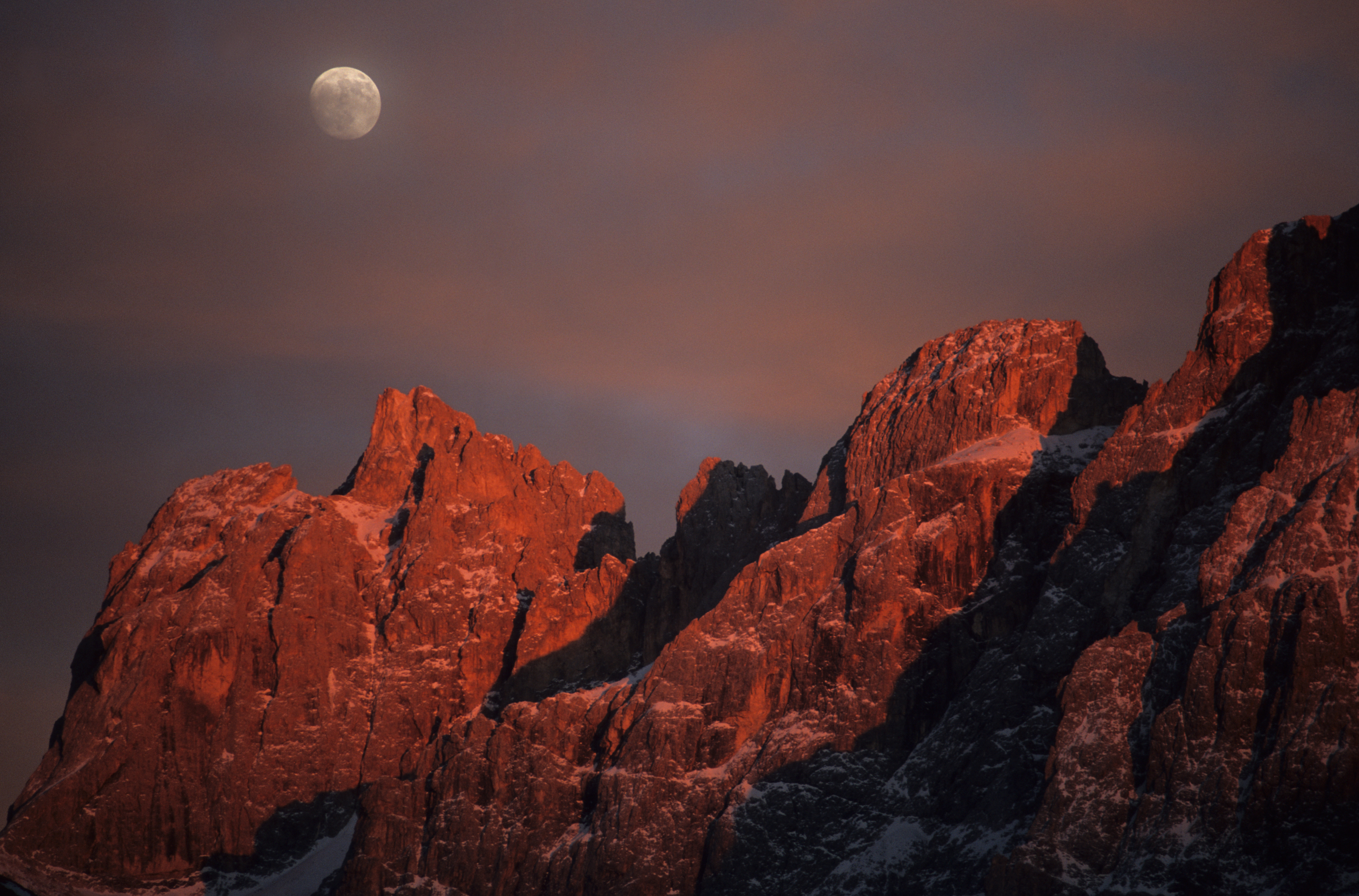
El Grupo Pala.

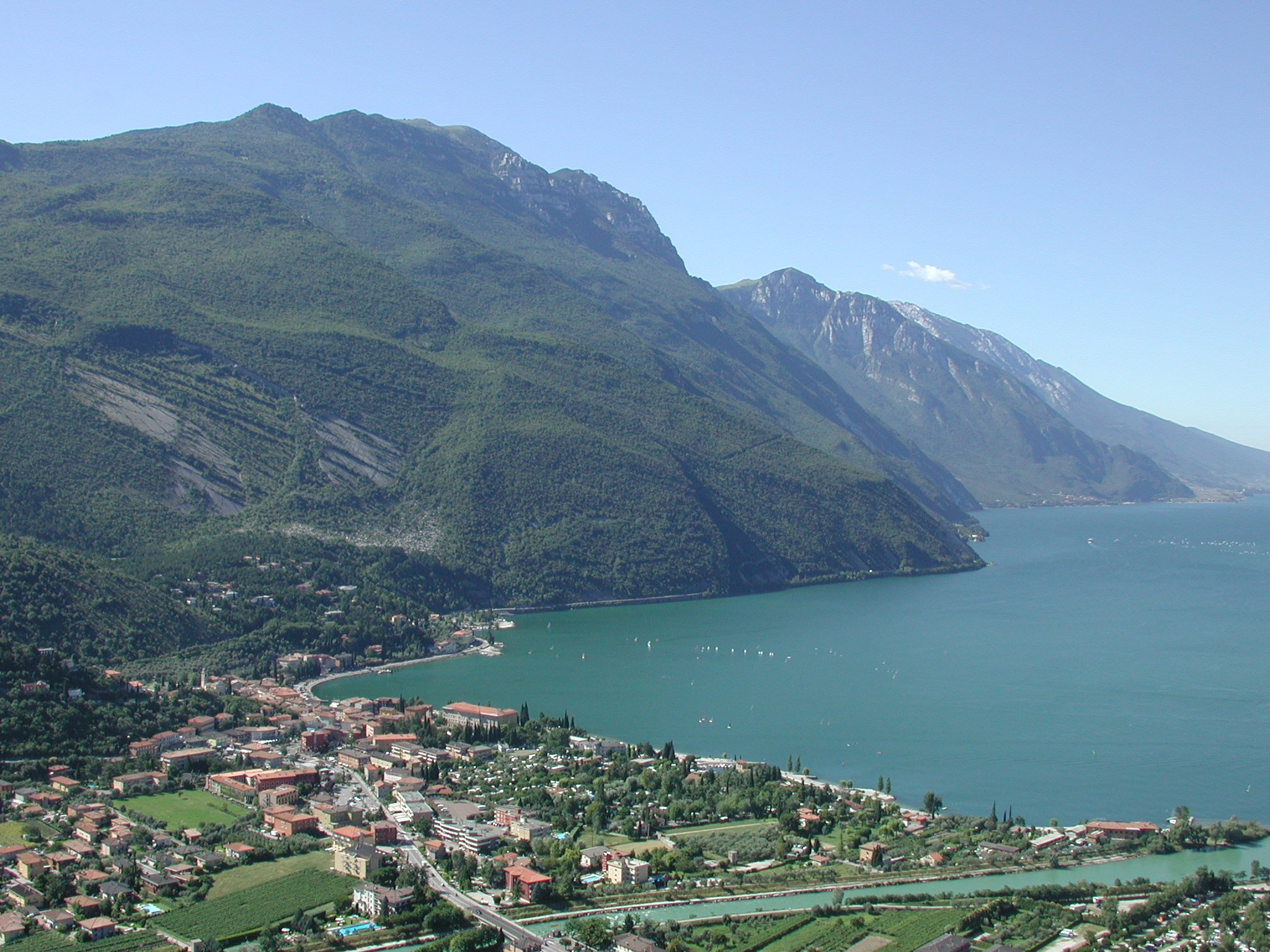
El lago de Garda es el punto más bajo de Trento (65 metros sobre el nivel del mar).

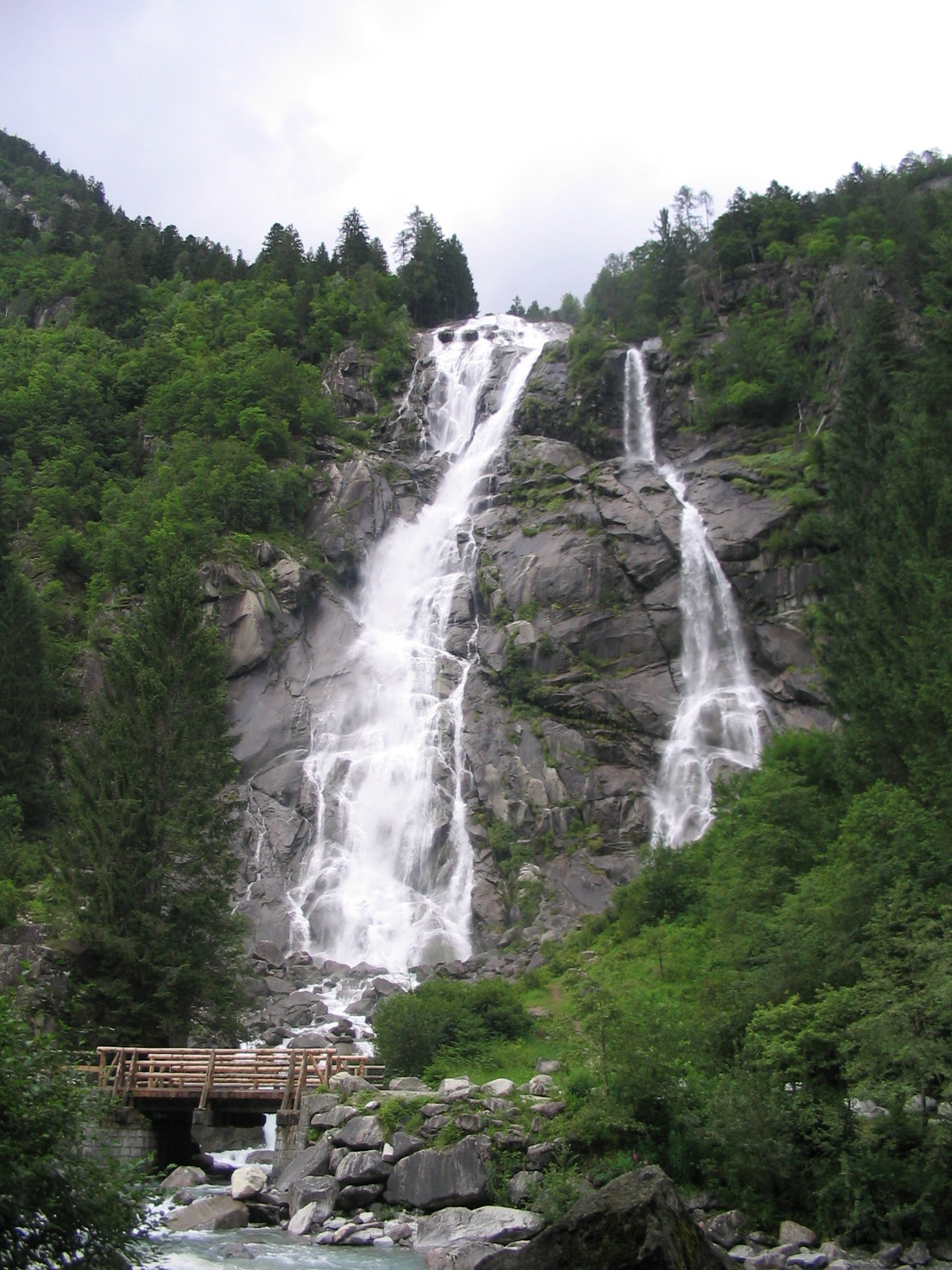
La cascada de Nardis.

| Rango de elevación m s.l.m. | km²  | %     |
| --------------------------- | ---- | ----- |
| 65-500                      | 540  | 8,50  |
| 500-1000                    | 1371 | 21,66 |
| 1000-1500                   | 1733 | 27,38 |
| 1500-2000                   | 1425 | 22,52 |
| 2000-2500                   | 863  | 13,64 |
| 2500-3000                   | 336  | 5,30  |
| > 3000                      | 62,8 | 1,01  |

| Cima                   | Grupo                   | Altitud in m s.l.m. |
| ---------------------- | ----------------------- | ------------------- |
| Cevedale               | Grupo Ortles-Cevedale   | 3764                |
| Presanella             | Gruppo della Presanella | 3556                |
| Carè Alto              | Gruppo dell'Adamello    | 3462                |
| Cima Tosa              | Macizo de Brenta        | 3173                |
| Cima Brenta            | Dolomiti di Brenta      | 3154                |
| Catinaccio d'Antermoia | Catinaccio-Rosengarten  | 3002                |
| Piz Boè                | Grupo del Sella         | 3154                |
| Marmolada              | Marmolada               | 3342                |
| Vezzana                | Pale di San Martino     | 3192                |
| Cimon della Pala       | Pale di San Martino     | 3184                |
| Monte Latemar          | Latemar                 | 2846                |
| Cima d'Asta            | Cima d'Asta             | 2847                |
| Cima Cece              | Lagorai                 | 2772                |

## Historia

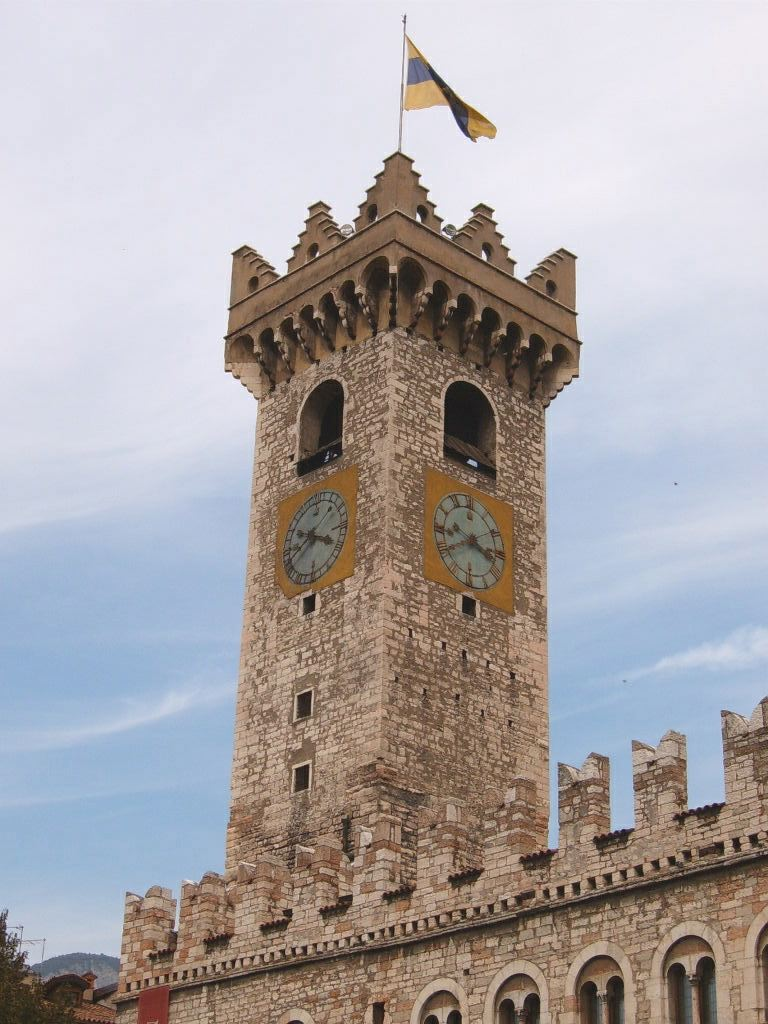
Trento, el campanario de la catedral.

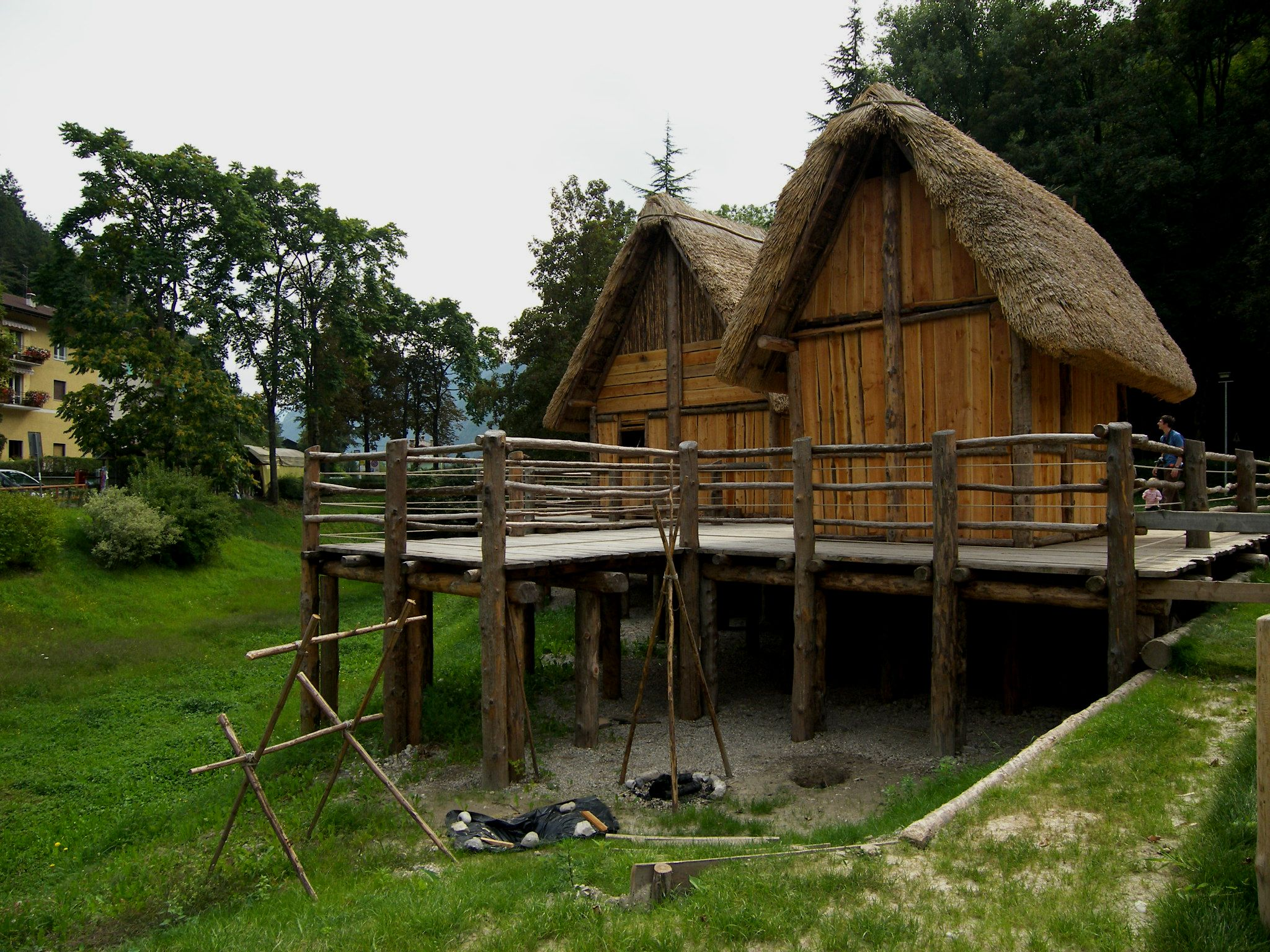
Reconstrucción de una casa de la edad de bronce en el lago de Ledro.

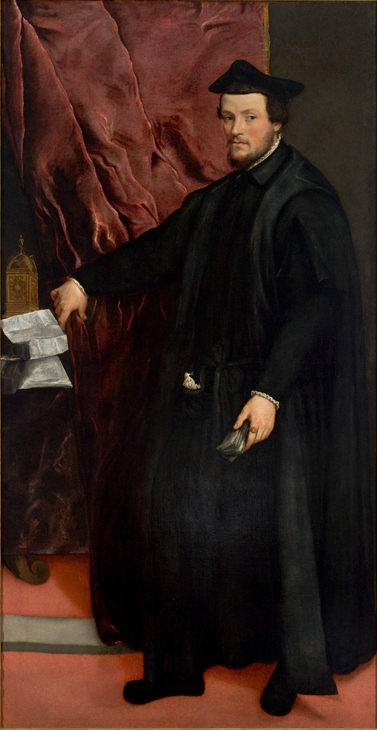
Cristoforo Madruzzo, Príncipe-obispo de Trento en el.

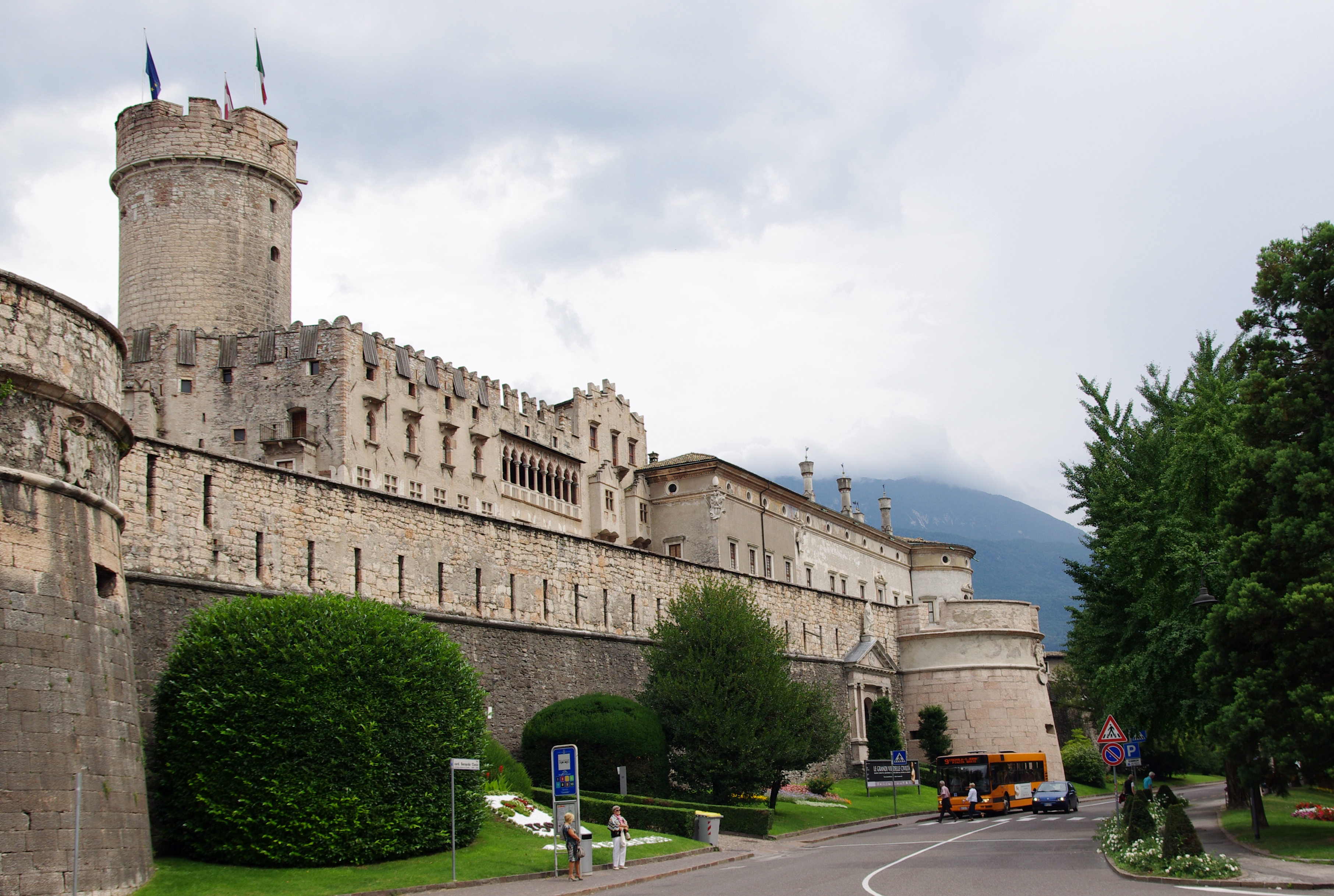
En el Castillo del Buonconsiglio se celebró el famoso Concilio de Trento.

La provincia estaba poblada desde la Prehistoria. Fue conquistada por los romanos en el año 15 a. C. Trento (Tridentum) fue su ciudad principal; la atravesaban importantes vías de comunicación que enlazaban la llanura Padana con los territorios del otro lado de los Alpes, a través de los pasos de Resia y del Brénero.
Pero desde el siglo V estos mismos caminos permitieron la entrada a numerosas invasiones bárbaras, que destruyeron gran parte de sus centros habitados y diezmaron su población. Después del fin del Imperio Romano de Occidente, fue dividido entre las tribus germanas invasoras en el Ducado de Trento lombardo (actual provincia de Trento), el Vinschgau alamán y los bávaros, que tomaron el resto. Después de la creación del Reino de Italia bajo Carlomagno, el Marquesado de Verona incluyendo las zonas al sur de Bolzano, mientras que el Ducado de Baviera recibió el resto del territorio. Desde el siglo XI en adelante, parte de la región fue gobernada por los príncipes-obispos de Trento y Bressanone (entre los que destacan Cristoforo Madruzzo y Ludovico Madruzzo), a quienes los emperadores germanos habían dado amplios poderes temporales sobre su obispado. El resto formó parte del Condado de Tirol y el Condado de Görz, que controlaba el Pustertal: en 1363 su último titular, Margarita, Condesa de Tirol lo cedió a la casa de Habsburgo. Las regiones al norte de Salorno fueron ampliamente germanizada a principios de la Edad Media, y poetas como Oswald von Wolkenstein nacieron y vivieron en la parte meridional de Tirol.
En el siglo XII se unieron a estos los condes del Tirol, hasta que en 1363 la región pasó a Rodolfo IV de Habsburgo, miembro de la familia que dominará la escena europea durante varios siglos. Sus valles fueron durante largo tiempo escenario de sangrientas luchas, tanto a causa de los repetidos intentos de invasión (venecianos, lansquenetes y franceses), como por las ansias autonómicas y antifeudales. Pasó un período próspero en el siglo XVIII, debido al régimen ilustrado de la emperatriz María Teresa (1740-1780).
Los dos obispados fueron secularizados por el tratado de Lunéville de 1803 y entregados a los Habsburgo. Dos años más tarde, después de la derrota austriaca en Austerlitz, la región fue entregada al aliado de Napoleón, Baviera (Tratado de Presburgo, 1805). Los nuevos gobernantes provocaron una rebelión de campesinos, guiados por Andreas Hofer un señor de San Leonardo in Passiria, en 1809 cuando fue aplastado el mismo año; el tratado de París de febrero de 1810 dividió el territorio entre Austria y el napoleónico Reino de Italia. Después de la derrota de Napoleón, en 1815, la provincia regresó a Austria. Durante el control francés de la región, formó parte de la región que fue llamada oficialmente Haut Adige (literalmente, "Alto Adigio", italiano: "Alto Adige"; alemán: "Hoch Etsch") para evitar cualquier referencia al histórico Condado de Tirol.
Durante la Primera Guerra Mundial, grandes batallas se lucharon en lo alto de los Alpes y las Dolomitas entre los Austro-Húngaros y los Alpini italianos, para los que el control de la región era un objetivo estratégico clave. La caída del esfuerzo de guerra austro-húngaro permitió a las tropas italianas ocupar la región en 1918 y su anexión fue confirmada en los tratados posteriores a la guerra, que entregaron la región a Italia bajo los términos del Tratado de Saint-Germain. Bajo la dictadura de Benito Mussolini, el dictador fascista de Italia (gobernó entre 1922 y 1943), Alto Adige/Südtirol se vio sometido a un programa incrementado de italianización: todas las referencias al antiguo Tirol fueron prohibidas y se referían a la región como Venezia Tridentina entre 1919 y 1947, en un intento de justificar las pretensiones italianas a la región vinculando históricamente la región con las regiones romanas de Italia (Regio X Venetia et Histria). Hitler y Mussolini llegaron a un acuerdo en 1938 de manera que la población de habla alemana se transfiriera a territorio gobernado por alemanes o dispersados por toda Italia, pero el estallido de la Segunda Guerra Mundial les impidió llevar a cabo de manera completa la reubicación forzosa de poblaciones. No obstante, miles de personas fueron trasladadas al Tercer Reich y solo con grandes dificultades lograron regresar a su tierra ancestral después del fin de la guerra. En 1943, cuando el gobierno italiano firmó un armisticio con los Aliados, la región fue ocupada por Alemania, que lo reorganizó como la Operationszone Alpenvorland y lo puso bajo la administración de Gauleiter Franz Hofer. La región fue de facto anexionada al Reich alemán (con el añadido de la provincia de Belluno) hasta el fin de la guerra. Este estatus acabó junto con el régimen nazi y el gobierno italiano se vio restaurado en 1945.
Italia y Austria negociaron un acuerdo en 1946, llevado a efecto en 1947 cuando se promulgó una nueva constitución italiana, que la región recibiría una considerable autonomía. El alemán y el italiano se hicieron idiomas oficiales, y la educación en lengua alemana se permitió de nuevo. Tuvo la denominación Trentino Alto Adige/Tiroler Etschland entre 1948 y 1972.

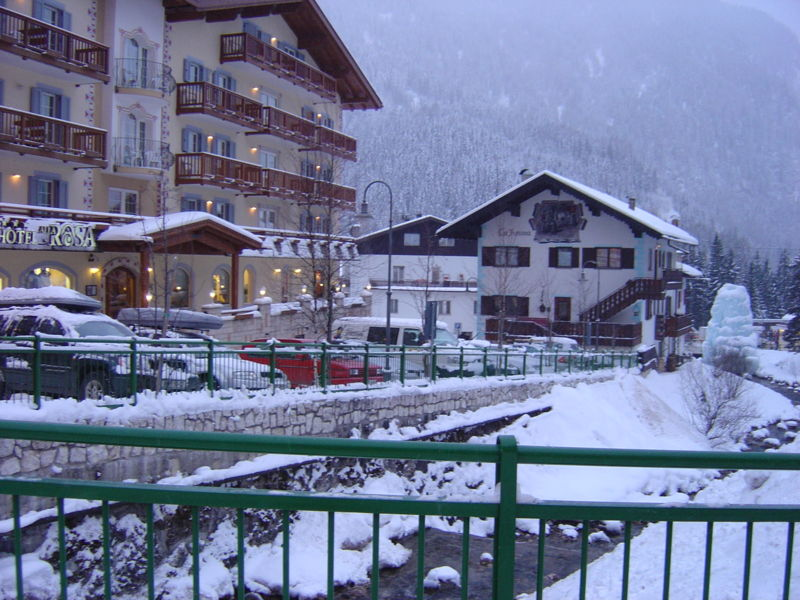
Vista panorámica de Canazei.

Sin embargo, la implementación del acuerdo no fue vista como algo satisfactorio ni por la población de habla germana ni por el gobierno austriaco. El tema se convirtió en causa de una significativa fricción entre los dos países y fue asumido por las Naciones Unidas en el año 1960. Una nueva ronda de negociaciones se emprendió en 1961 pero resultó poco exitosa, en parte debido a una campaña de violencia y terrorismo en favor de la independencia por movimientos separatistas de habla alemana. Tras un acuerdo entre los gobiernos italiano y austriaco en diciembre de 1970, se concedió a la región un nuevo estatuto (enero de 1971). El nuevo acuerdo resultó ampliamente satisfactorio para las partes implicadas y pronto cesaron las tensiones separatistas.
El Estatuto Especial de 1972 reconoce mayor autonomía a la región. Los asuntos se ayudaron aún más por el acceso de Austria a la Unión Europea en 1995, lo que ayudó a mejorar la cooperación transfronteriza. En mayo de 2006 el senador vitalicio Francesco Cossiga introdujo una propuesta que permitiría a la región celebrar un referendo, en el que el electorado local decidiría permanecer dentro de la República Italiana, convertirse en plenamente independiente, regresar a Austria, o convertirse en parte de Alemania. El Partido Popular Sudtirolés rechazó esta medida porque podía potencialmente causar un renacimiento de las tensiones étnicas.

## Geografía humana

### Demografía
La provincia de Trento tiene una población de 542 739 a 31 de diciembre de 2019. Más de uno de cada cinco viven en la capital. La densidad de población es en 2020 de 87,37 hab./km², baja si se compara con toda Italia en su conjunto (201,69 hab./km²). Considerando la orografía del territorio y el hecho que los bosques cubren una gran parte, parece evidente como se produce una notable diferencia de densidad entre la densidad del territorio interior (en donde por otro lado se verifican fenómenos de despoblación y de migración hacia la ciudad sobre los principales valles) y la del valle del Adigio. Hay que considerar que la media, en el año 2008, era de 83,6.

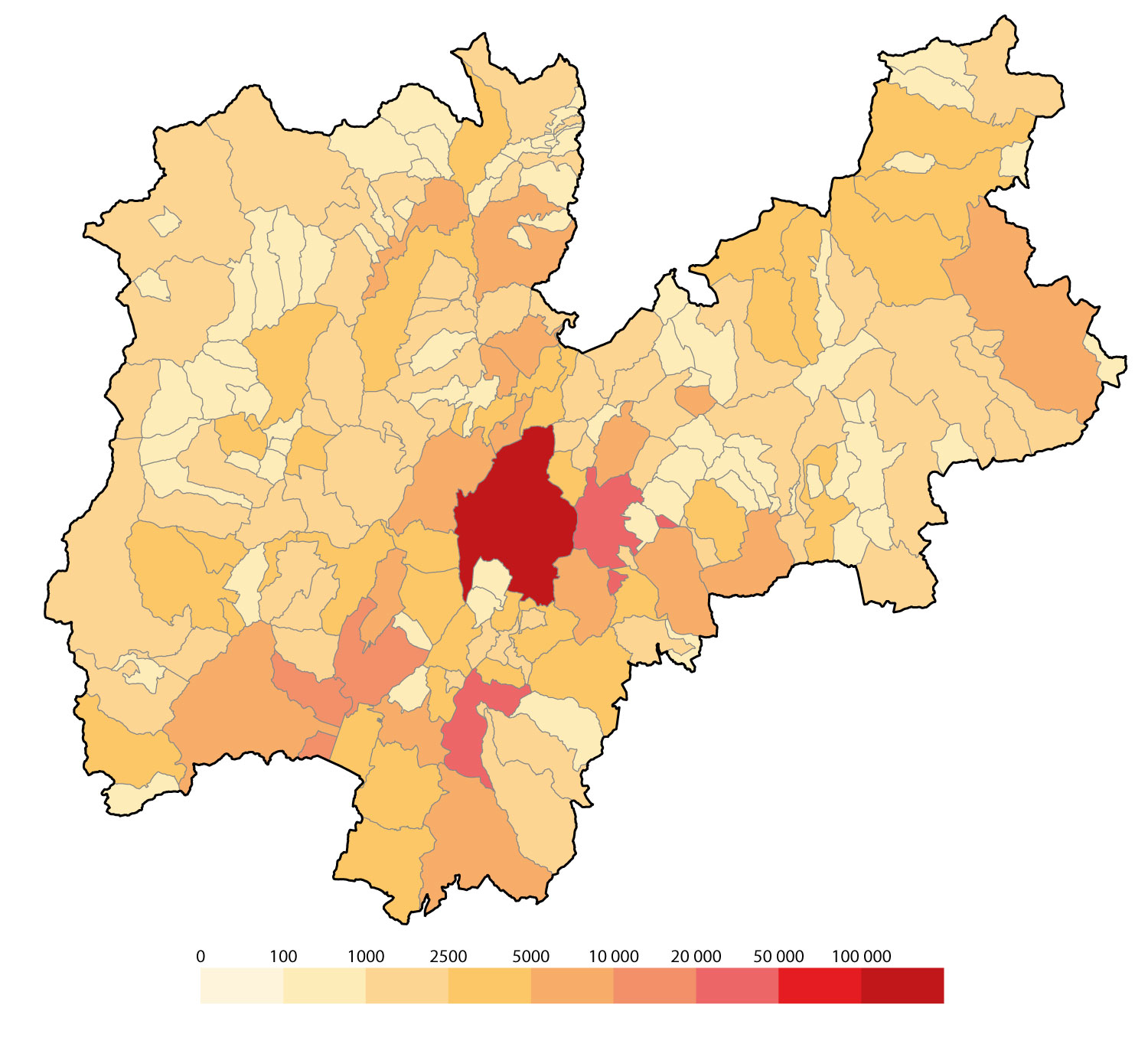
Población (2020)
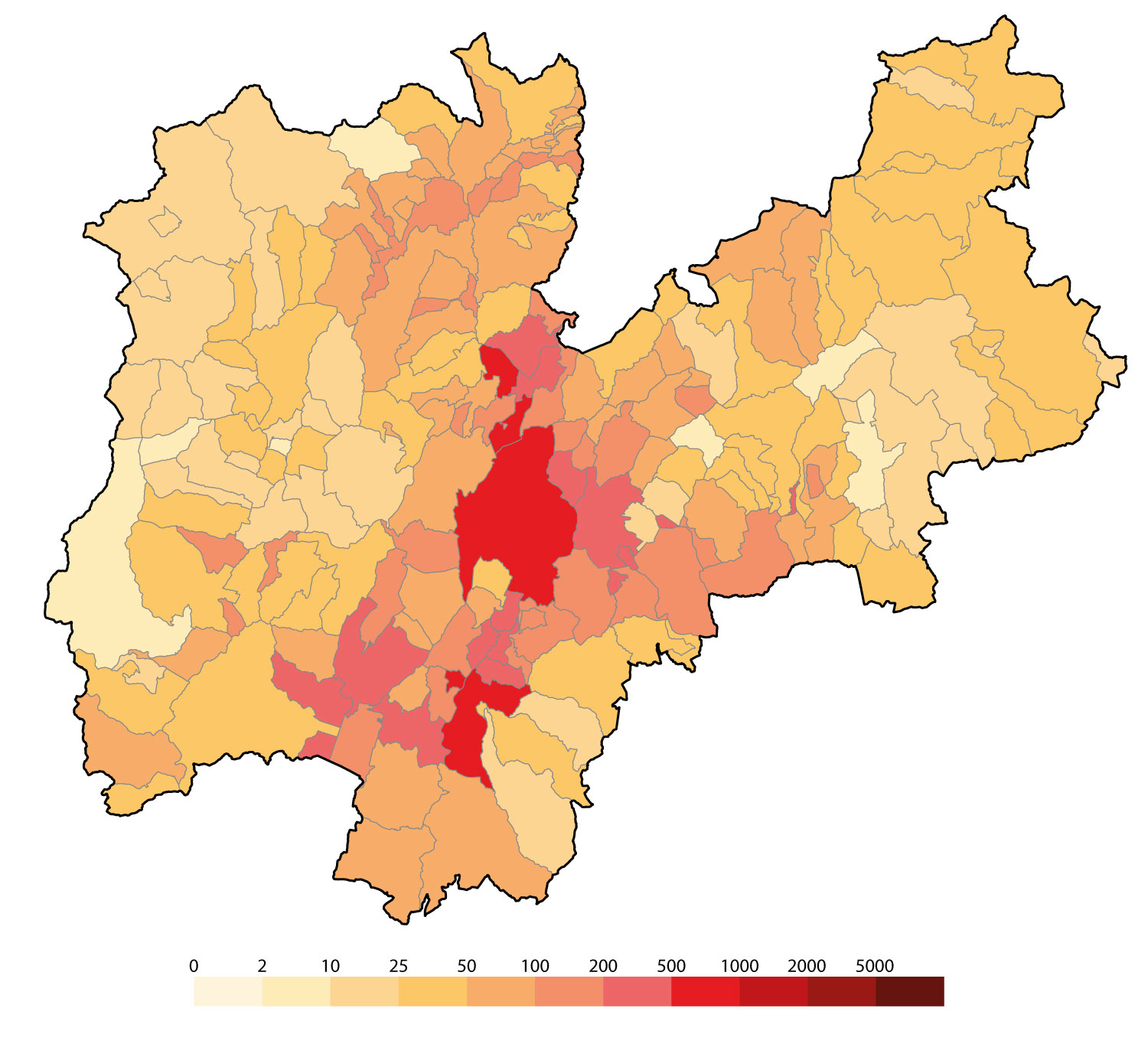
Densidad de población (2020)
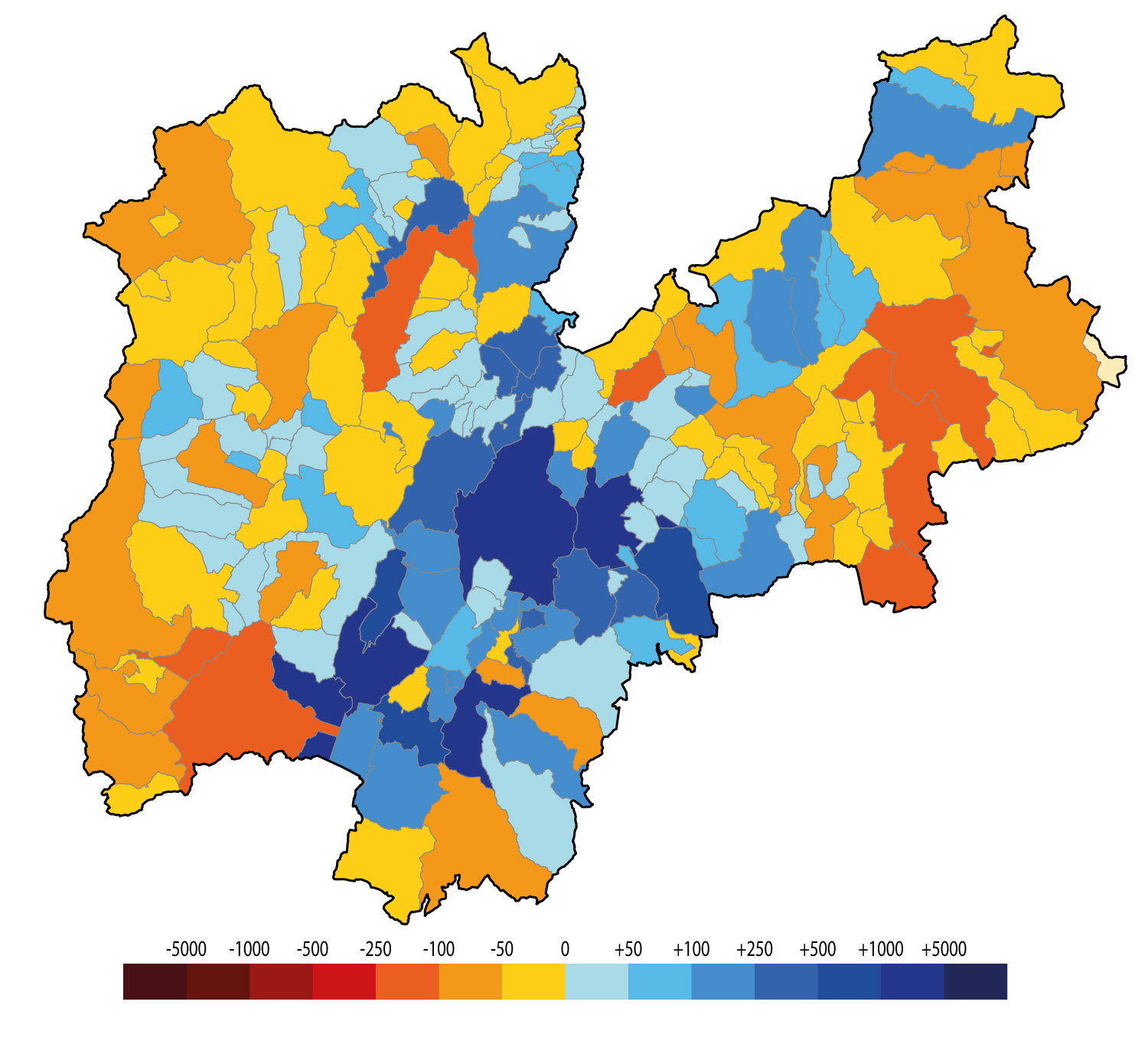
Variación de la población entre 2011 y 2020

### Política

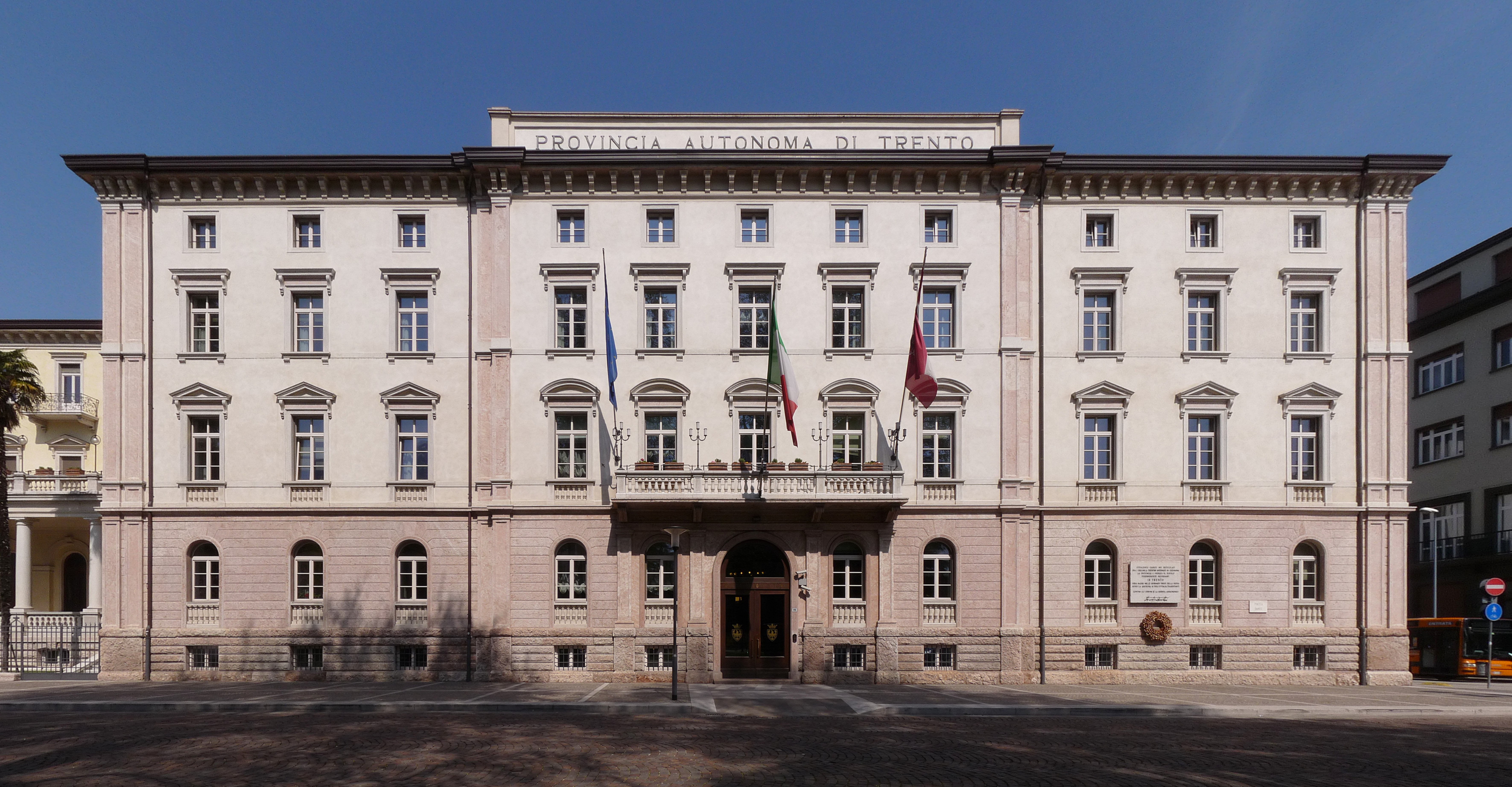
Palacio della Provincia, actual sede de la administración provincial.

Casi la totalidad de las competencias regionales han sido traspasadas a las provincias, como resultado del Acuerdo Gruber-De Gasperi, así como el especial estatus de autonomía aprobado por la ley constitucional de 1948. La autonomía de las dos provincias las eleva de facto a la posición de regiones autónomas. Este estatus dio a la región de Trentino-Alto Adigio el derecho a elaborar sus propias leyes en un amplio número de materias y llevar a cabo funciones administrativas. En 1972, la introducción de un segundo estatuto de autonomía, que estuvo en el centro de discusiones entre los gobiernos de Roma y Viena, significaron la transferencia de las principales competencias de la región a las dos provincias de Bolzano y Trento. La autonomía reconocida por el estatuto especial comprende autonomía de dirección política, legislativa, administrativa y financiera. Las capitales provinciales alternan bienalmente como la sede del parlamento regional. La región ha mantenido solamente algunas funciones y se limita cada vez más a coordinar las políticas provinciales.

### Municipios
La capital provincial se halla en la capital, Trento. La provincia ha tenido numerosas fusiones municipales, dejando el número total en 2020 en 166 municipios, frente a los 223 que tenía en 2009. Los actuales 166 municipios de la provincia son:
- Ala
- Albiano
- Aldeno
- Altavalle
- Altopiano della Vigolana
- Amblar-Don
- Andalo
- Arco
- Avio
- Baselga di Piné
- Bedollo
- Besenello
- Bieno
- Bleggio Superiore
- Bocenago
- Bondone
- Borgo Chiese
- Borgo d'Anaunia
- Borgo Lares
- Borgo Valsugana
- Brentonico
- Bresimo
- Caderzone Terme
- Calceranica al Lago
- Caldes
- Caldonazzo
- Calliano
- Campitello di Fassa
- Campodenno
- Canal San Bovo
- Canazei
- Capriana
- Carisolo
- Carzano
- Castel Condino
- Castel Ivano
- Castello Tesino
- Castello-Molina di Fiemme
- Castelnuovo
- Cavalese
- Cavareno
- Cavedago
- Cavedine
- Cavizzana
- Cembra Lisignago
- Cimone
- Cinte Tesino
- Cis
- Civezzano
- Cles
- Comano Terme
- Commezzadura
- Contà
- Croviana
- Dambel
- Denno
- Dimaro Folgarida
- Drena
- Dro
- Fai della Paganella
- Fiavé
- Fierozzo
- Folgaria
- Fornace
- Frassilongo
- Garniga Terme
- Giovo
- Giustino
- Grigno
- Imer
- Isera
- Lavarone
- Lavis
- Ledro
- Levico Terme
- Livo
- Lona-Lases
- Luserna
- Madruzzo
- Malé
- Massimeno
- Mazzin
- Mezzana
- Mezzano
- Mezzocorona
- Mezzolombardo
- Moena
- Molveno
- Mori
- Nago-Torbole
- Nogaredo
- Nomi
- Novaledo
- Novella
- Ospedaletto
- Ossana
- Palù del Fersina
- Panchià
- Peio
- Pellizzano
- Pelugo
- Pergine Valsugana
- Pieve Tesino
- Pieve di Bono-Prezzo
- Pinzolo
- Pomarolo
- Porte di Rendena
- Predaia
- Predazzo
- Primiero San Martino di Castrozza
- Rabbi
- Riva del Garda
- Romeno
- Roncegno Terme
- Ronchi Valsugana
- Ronzo-Chienis
- Ronzone
- Rovereto
- Roveré della Luna
- Ruffré-Mendola
- Rumo
- Sagron Mis
- Samone
- San Lorenzo Dorsino
- San Michele all'Adige
- Sant'Orsola Terme
- Sanzeno
- Sarnonico
- Scurelle
- Segonzano
- Sella Giudicarie
- San Giovanni di Fassa
- Sfruz
- Soraga
- Sover
- Spiazzo
- Spormaggiore
- Sporminore
- Stenico
- Storo
- Strembo
- Telve
- Telve di Sopra
- Tenna
- Tenno
- Terragnolo
- Terre d'Adige
- Terzolas
- Tesero
- Tione di Trento
- Ton
- Torcegno
- Trambileno
- Trento
- Tre Ville
- Valdaone
- Valfloriana
- Vallarsa
- Vallelaghi
- Vermiglio
- Vignola-Falesina
- Villa Lagarina
- Ville d'Anaunia
- Ville di Fiemme
- Volano
- Ziano di Fiemme

## Economía

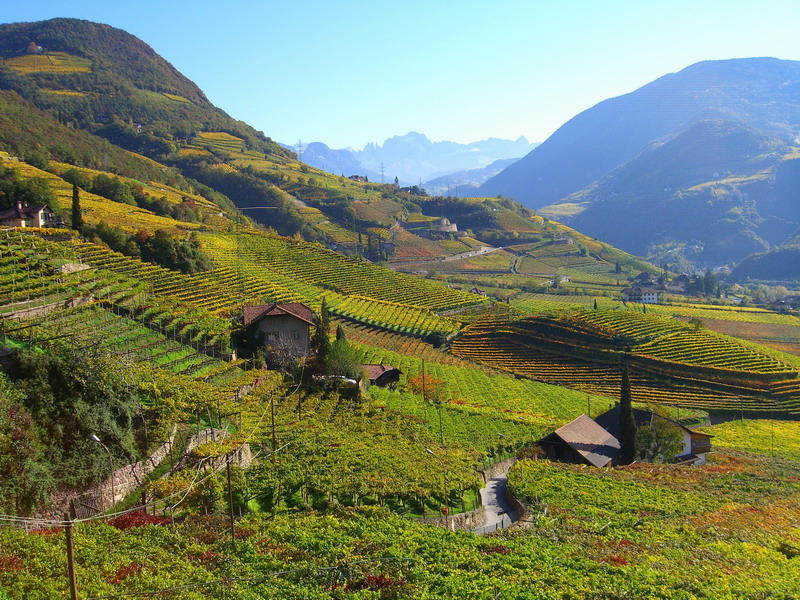
Viñedos St. Magdalena, Alto Adige/Tirol del Sur.

Famosos son sus productos lácteos (leche, yogures y quesos) y frutas (manzanas entre otros). Los valles fértiles de la zona producen vino con denominación de origen (DOC),  mientras que sus industrias incluyen la química, la producción de metal y la industria del papel. La provincia es una gran exportadora de energía hidroeléctrica.
Los rasgos más importantes de la estructura económica de la región son la fortaleza del sector turístico, dado que la región es conocida por sus estaciones de esquí, y el especial sistema de cooperación entre la agricultura y la industria. En la última década, el turismo se convirtió en un componente muy importante de la economía de la provincia. la provincia, que es una escala entre los países del norte de Europa y el centro y el sur de Italia, ha encontrado su verdadera vocación en esta rama líder del sector de los servicios con todos sus productos derivados.

## Cultura

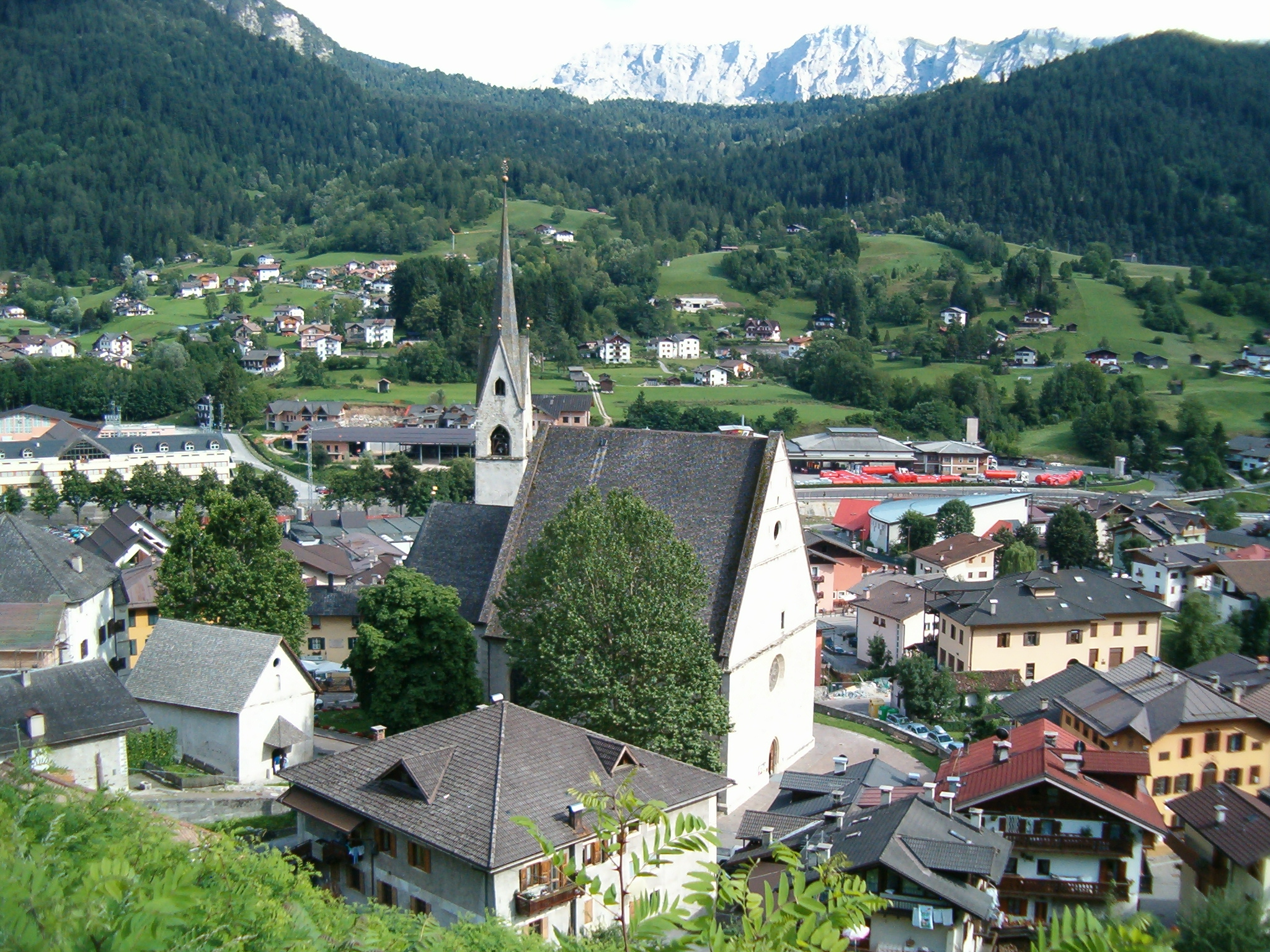
Pueblo típico de la zona.

Los principales grupos idiomáticos son el italiano, el alemán (cimbrio) en algunas zonas y también hay con una pequeña minoría que habla ladino.
Trentino (Provincia autónoma de Trento) es casi completamente de lengua italiana, con comunidades históricas de lengua alemana en el municipio de Luserna y cuatro municipios del Valle Mocheni. Hay también minorías de habla ladina que viven en el Valle Fassa. La protección de los grupos de lenguas minoritarias en el Trentino no está cubierto por el nuevo Statuto d'Autonomia (Estatuto de Autonomía), aunque está bajo estatutos provinciales corrientes.
En Trentino-Alto Adigio existe también la minoría lingüística ladina dolomita. La así llamada Ladinia, que se extiende también por el territorio de la provincia en sitios como Soraga , Moena, Canazei, Vigo di Fassa. Cada valle posee su propia variante ladina, a menudo muy diferente de las otras, lo que constituyó un serio obstáculo para el desarrollo cultural y lingüístico fuera de sus límites: por ello se pensó crear una lengua estándar ("ladino estándar") con modelo en el romanche del cantón suizo de los Grisones, que reuniese los aspectos más similares del habla ladina, donde se agruparon los diversos dialectos en un idioma solo. De esta forma se favorecería la comprensión, la difusión y el aprendizaje de la lengua.

## Transporte

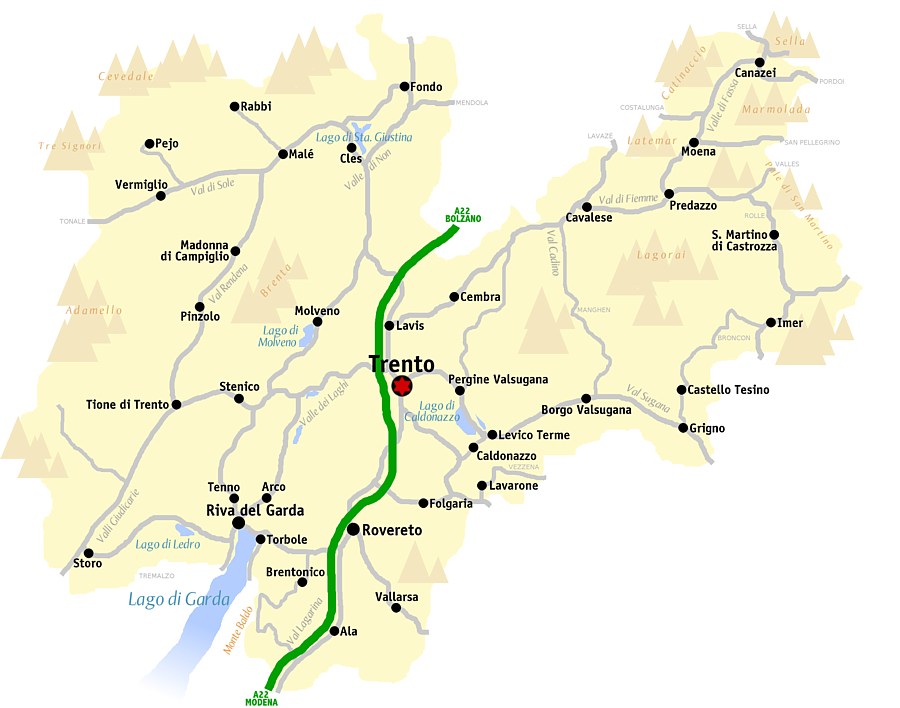
Mapa vial de la provincia de Trento.

Las principales vías de comunicación son sobre todo la Autostrada A22 (o Autopista del Brennero) y la carretera estatal 12. Hay vías secundarias también. Trento no dispone de aeropuerto civil (tiene un pequeño aeródromo militar).

## Trentinos ilustres
- Franco Bonisolli, músico.
- Carlos de Borbón-Dos Sicilias (1870-1949), infante de España.
- Giacomo Bresadola, micólogo.
- Ilario Carposio, artista fotográfico.
- Alcide De Gasperi, importante político al que se consideró como "padre de Europa".
- José Gottardi, arzobispo de Montevideo.
- Andreas Hofer, héroe tirolés
- Ida Dalser, primera esposa del dictador Benito Mussolini.
- Isolde Kostner, esquiadora, medallista olímpica.
- Chiara Lubich, religiosa, fundadora del Movimiento de los Focolares.
- Ludovico Madruzzo, príncipe-obispo de Trento.
- Renzo Zorzi, expiloto de Fórmula 1.
- Cesare Battisti, diputado Austrohúngaro y Oficial Irredentista Italiano.